# Aggregat 3

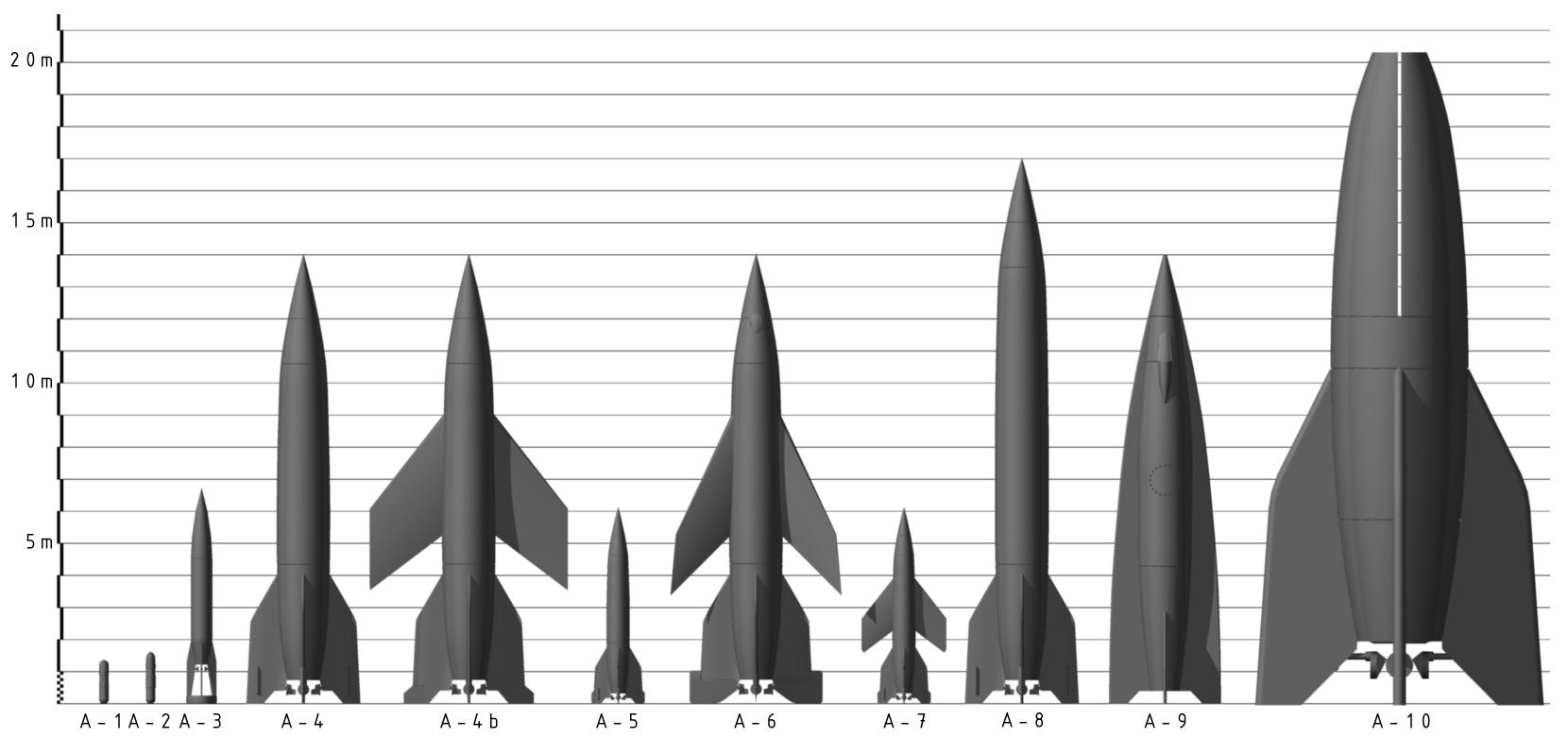
Größenvergleich

Das Aggregat 3 (kurz: A3-Rakete) war eine deutsche Versuchsrakete, mit deren Hilfe wichtige Komponenten für das geplante Aggregat 4 erprobt werden sollten. Sie war 6,74 Meter lang, hatte einen Durchmesser von 0,68 Metern und besaß ein Startgewicht von 900 Kilogramm. Ihr Triebwerk, das mit durch Druckgas gefördertem Alkohol und Flüssigsauerstoff betrieben wurde, entwickelte einen Schub von 15 kN.
Mit der A3 fanden am 4., 6., 8. und 11. Dezember 1937 Startversuche auf der Greifswalder Oie statt, die alle fehlschlugen, da die verwendete Form keinen stabilen Flug zuließ.
Da man für die Entwicklung der A4-Rakete noch ein Modell zur Erprobung diverser Komponenten benötigte, wurde mit dem Aggregat 5 eine weitere Versuchsrakete mit dem gleichen Triebwerk entwickelt.